# Ellert & Richter Verlag
Der Ellert & Richter Verlag, 1979 in Hamburg gegründet, ist ein Verlag für Geschichte, Literatur, Kunst, Wirtschaft, Ratgeber, Natur, Reisen, Bildbände und Heimat. Er hat seinen Sitz in Hamburg-Ottensen.

## Geschichte
1979 wurde der Verlag von Marita Ellert, Frank Grube und Gerhard Richter gegründet. Marita Ellert hatte zuvor Buchhändlerin gelernt und im Hoffmann und Campe Verlag gearbeitet. Frank Grube und Gerhard Richter haben beide Politikwissenschaften in Hamburg studiert, gemeinsam bei verschiedenen Verlagen Bücher publiziert und herausgegeben. Unter anderem Die Weimarer Republik, Alltag im Dritten Reich, Flucht und Vertreibung und Das Wirtschaftswunder (alle im Hoffmann und Campe Verlag). 1984 schied Frank Grube aus, der alleinverantwortlich die Edition Maritim (mitbegründet von Gerhard Richter) weiterführte. In diesem Jahr verlegte der Verlag auch seinen Sitz vom Schwanenwik an der Außenalster an die Palmaille in Hamburg Altona. Von 1990 bis 2001 residierte der Verlag in den Zeisehallen, danach in der Großen Brunnenstraße und seit 2017 im Borselhof in Hamburg-Ottensen. Seit 1979 wird der Verlag von Marita Ellert-Richter und Gerhard Richter geleitet. Es sind über 300 Titel lieferbar. Jährlich werden 30 Neuerscheinungen publiziert.

## Programm
In den ersten Jahren seines Bestehens lagen die Schwerpunkte des Programms in den Bereichen Reisen, Reisebildbände und Kalender. Bekannt wurde der Verlag mit der „Weißen Reihe“ – in der Gestaltung von Hartmut Brückner – und später mit der Buchreihe „Eine Bildreise“, die ein großes Publikum fanden. Viele Bücher des Verlages erhielten Auszeichnungen: Zum Beispiel Amerikanische Nächte von Freddy Langer und Eberhard Grames sowie Ein Jahr in der Ägäis von Hans Madej den Preis der Stiftung Buchkunst (Die schönsten Bücher der Bundesrepublik Deutschland): das Elsaß-Buch von Klaus Bossemeyer sowie der Band über den Hamburger Hafen von Milan Horacek und Svante Domizlaff den Kodak-Fotobuchpreis.
In den 1990er Jahren verlagerte sich der Programmschwerpunkt auf Bild-Textbände zu den Themen Garten und Geschichte. In der „Edition Ellert & Richter“ erschienen edierte Bände zu unterschiedlichen Themen wie „Bäume“, „Potsdam“, „Leuchttürme“ und „Dahlien“. Seit 2000 publiziert der Verlag zusammen mit der Zeit-Stiftung die vom ehemaligen Bundeskanzler Helmut Schmidt initiierte Buchreihe „Hamburger Köpfe“. Von den geplanten 50 Bänden sind bisher 43 erschienen.
Mit Uwe Böschemeyers Das Leben meint mich erschien 2001 erstmals ein Ratgeber im Ellert & Richter Verlag. Böschemeyer, Logotherapeut und Schüler von Victor E. Frankl, gibt in diesem Buch Meditationen für jeden Tag des Jahres. Es ist heute (2019) in der 7. Auflage lieferbar. Seit dieser Zeit wurde das Ratgeber-Segment fester Bestandteil des Verlagsprogrammes. 2005 veröffentlicht der Verlag das erste Buch der späteren Bestseller-Autorin Stefanie Stahl, So bin ich eben (2019 in der 18. Auflage). Zu den wichtigen Autoren in diesem Bereich gehören Uta Allgaier, Alexandra Bischoff, Klaus-Michael Braumann, Leila Bust, Björn Thorsten Leimbach und Stephan Peeck.
Mit dem Buch von Arno Surminski Winter Fünfundvierzig oder Die Frauen von Palmnicken werden seit 2010 auch belletristische Werke verlegt. Hinzu kommen Regionalkrimis (Gunter Gerlach, Tod in Hamburg) und Lyrik (Amelie Fechner, Das pralle Leben und Licht und Schatten).
Neben den Ratgebern prägen aber nach wie vor Reiseführer und Bildbände zu regionalen, vor allem norddeutschen Themen, das Gesicht des Verlags. Hinzu kommen geschichtliche (z. B. Matthias Gretzschel: Auf den Spuren von Martin Luther), musikhistorische (z. B. Eckard Kleßmann über Georg Philipp Telemann) und kulturgeschichtliche Sachbücher (z. B. Uwe M. Schneede über Philipp Otto Runge, Volker Plagemann über Eduard Bargheer).

## Standardwerke des Verlags
- Dieter Brosius: Niedersachsen. Das Land und seine Geschichte.
- Matthias Gretzschel: Als Dresden im Feuersturm versank.
- Arno Herzig, Cay Rademacher: Die Geschichte der Juden in Deutschland.
- Arno Herzig: Schlesien. Das Land und seine Geschichte.
- Hans Jessel (Hrsg.): Das große Sylt-Buch.
- Franklin Kopitzsch, Daniel Tilgner (Hrsg.): Hamburg Lexikon.
- Marion Nickig, Brigitte Wachsmuth: Die Aurikel.
- Eckardt Opitz: Schleswig-Holstein. Das Land und seine Geschichte.
- Volker Plagemann: Die Villen des Andrea Palladio.
- Hermann Rauhe: Musikstadt Hamburg.
- Peter Reichel: Der schöne Schein des Dritten Reichs.
- Arno Surminski: Flucht und Vertreibung.
- Arno Surminski: Das alte Ostpreußen.
- Erik Verg, Martin Verg: Das Abenteuer, das Hamburg heißt.

## Bekannte Autoren, Fotografen, Illustratoren und Herausgeber
- Uta Allgaier
- Frank Bajohr
- Uwe Böschemeyer
- Leila Bust
- Gerhard Delling
- Svante Domizlaff
- Matthias Gretzschel
- Arno Herzig
- Eckart Kleßmann
- Linde Knoch
- Franklin Kopitzsch
- Egbert Kossak
- Sebastian Knauer
- Ingo Kühl
- Haug von Kuenheim
- Günter Kunert
- Freddy Langer
- Hans Leip
- Björn Thorsten Leimbach
- Bettina Mittelacher
- Vera Möller
- Mario Nickig
- Volker Plagemann
- Klaus Püschel
- Cay Rademacher
- Peter Reichel
- Hans Scheibner
- Uwe M. Schneede
- Christopher Spatz
- Stefanie Stahl
- Arno Surminski
- Jörn Walter
- Michael Zapf